# 清水公也
清水 公也（Kimiya Shimizu　しみず　きみや、1950年（昭和25年）11月17日 - ）は、日本の眼科医。北里大学名誉教授、山王病院アイセンターセンター長、国際医療福祉大学教授、医学博士（東京大学）。
日本眼科学会名誉会員、日本白内障屈折矯正手術学会名誉会員、日本眼科手術学会名誉会員、日本角膜学会名誉会員、国際眼内レンズ移植クラブ(IIIC)理事、アジア太平洋白内障屈折矯正手術学会理事、米国眼科学会生涯会員、社会福祉法人ねむの木学園理事、公益財団法人アイメイト協会理事、IRSJ・眼科臨床機器研究会ジョイントセミナー会長、ICL研究会世話人代表。

2002年に第19回関東眼科学会、2004年に第40回日本眼光学学会・第19回眼科ME学会、2005年に第48回日本コンタクトレンズ学会総会、2006年に第21回日本眼内レンズ屈折手術学会総会、2008年に第31回日本眼科手術学会総会、2013年に第67回日本臨床眼科学会、2016年に角膜カンファランス2016、第40回日本角膜学会総会・第32回日本角膜移植学会、等を主催。

## 専門
眼科手術（白内障手術、ICL手術など屈折矯正手術）。

## 略歴
1976年北里大学医学部を卒業し、北里大学医学部眼科学教室に入局。同年、自身初めて人工水晶体である眼内レンズ（Intraocular lens: IOL）を埋植する白内障手術を行う。
1984年に東京大学で博士号（医学）を取得し、1985年から武蔵野赤十字病院で眼科部長を務める。IOLは、作家の吉行淳之介が白内障手術を受け、書籍や雑誌などに自身の経験談を掲載して世間に広まったことがきっかけとなり、1985年に日本で認可、その後メーカーとの提携開発を加速。同年より点眼麻酔を施行し、Can-Openerから連続環状嚢切開（Continuous Curvilinear Capsulorhexis: CCC）[1]、In-the-bag Implantationと白内障手術手技の発展に貢献。
1989年より多焦点眼内レンズによる老視克服への挑戦を行う。1990年には本邦初めてのレーザー屈折矯正角膜切除術（Photorefractive keratectomy: PRK）を施行し[2]、さらに角膜切開を施行、“開眼手術”から“屈折矯正手術”への移行に貢献した。
1991年より水晶体乳化吸引術（Phacoemulsification and aspiration: PEA）および角膜耳側切開を施行、1992年より世界初のトーリック眼内レンズ（Toric IOL）[3]、1994年にディスポパックの開発を行った。
1997には本邦初めてのレーザー角膜内切削形成術（Laser in situ Keratomileusis: LASIK）施行・眼内コンタクトレンズ（Implantable Collamer Lens: ICL）インプラントを実施した。
1998年から北里大学医学部眼科学教室にて主任教授を務め、1999年より眼内レンズによるモノビジョン法を開始[4]、2002年より世界初のPreloaded Injector開発[5]、2004年より世界最速前眼部OCT開発を開始した。
2005年にはICLの房水循環改善を目的として、レンズ中心に極小の貫通孔を空けたHole ICLの開発を開始し、2007年に世界初のインプラントを行った[6]。
2008年には世界初のVisco-free Injector開発し[7]、2010年フェムトセカンドレーザーによるFlapless Surgery施行、2011年にSmall Incision lenticule extraction（SMILE）を施行した。
Hole ICLは、2011年KS-AquaPORT®としてCE Mark取得し、2014年に厚生労働省より認可を受け長期成績も良好で現在主流となった[8]。
2016年より北里大学名誉教授、山王病院アイセンターセンター長、国際医療福祉大学教授。現在に至る。
自身の理念とした3S（Speed, Simplicity, Satisfaction）を掲げ、世界の白内障手術と屈折矯正手術の礎を築いた。
現在は、白内障手術、屈折矯正手術において、点眼薬などのコンプライアンスを良くする手術方法や器具の開発と改良、安全で脳に優しく術後のケアが軽い手術を追求している。

## 著書
- 『有水晶体眼内レンズ手術 動画付』, 神谷和孝, 清水公也 (編), 2022/10/17
- 『見るだけで目の病気が見つかる本』Kindle版，清水公也 (著), 2020/9/17
- 『眼内レンズのポイントと合併症対策』清水公也 (編), MB OCULISTA (オクリスタ)) ムック, 2015/12/21
- 『眼科臨床研修セレクト―とっておき小講義集』，綾木雅彦 (著), 清水公也 (著), 2004/12/1
- 『屈折矯正のプロセスと実際』, 魚里 博 (編), 清水 公也 (編), 1998/10/1
- 『メガネのいらなくなる本―近視治療の第一人者が語る安全・確実な最新療法』，清水 公也 (著)，1997/2/1
- 『安全・確実・短時間に近視は治る―最先端医学であなたのメガネはもう不要』清水 公也 (著), ゴマ・ブックス, 1994/11/1
- 『超音波水晶体乳化吸引術』William F. Maloney (著), Lincoln Grindle (著), 清水 公也 (翻訳), 清水 裕子 (翻訳), 1989/1/1